# I. e. 446
Évszázadok: i. e. 6. század – i. e. 5. század – i. e. 4. század
Évtizedek: i. e. 490-es évek – i. e. 480-as évek – i. e. 470-es évek – i. e. 460-as évek – i. e. 450-es évek – i. e. 440-es évek – i. e. 430-as évek – i. e. 420-as évek – i. e. 410-es évek – i. e. 400-as évek – i. e. 390-es évek
Évek: i. e. 451 – i. e. 450 – i. e. 449 – i. e. 448 –  i. e. 447 – i. e. 446 – i. e. 445 – i. e. 444 – i. e. 443 – i. e. 442 – i. e. 441

## Események
- Római consulok: T. Quinctius Capitolinus Barbatus és Agrippa Furius Fusus
- Az első peloponnészoszi háború keretében Euboia szigete fellázad Athén ellen, aminek leverésére Periklész vezetésével indul sereg. * Az iszthmoszi Megara is elpártol Athéntól, helyőrségét pedig lemészárolja. A megmaradt athéni katonák Niszaia és Pégai kikötőjébe szorulnak vissza.
- Pleisztoanax spártai király megarai támogatással Attikára támad. A hírre Periklész serege visszatér Euboiáról, de összecsapás helyett fegyverszünetet kötnek (a spártaiak szerint Pleisztoanax és tanácsadója megvesztegetése miatt.
- Athén a fegyverszünetet megkötve lecsap Euboiára, amit könnyedén visszafoglal, városait pedig szigorú ellenőrzés alá vonja.

## Halálozások
- Pindarosz görög költő (* i. e. 522 v. 518)